# Eos bornea
El lori rojo (Eos bornea) es una especie de ave psitaciforme de la familia Psittaculidae. Es endémica de los bosques y zonas de matorral húmedos tropicales de las islas Molucas meridionales y ha sido introducido en Singapur. En la naturaleza, los loris se alimentan de néctar, polen, fruta y, en ocasiones, insectos.[cita requerida]
Aunque no se considera en peligro de extinción, está protegida por el tratado CITES. Es una especie valorada como mascota y desde 1981 se han contabilizado casi 100 000 ejemplares en el comercio internacional.
Tiene descritas dos subespecies:
- E. b. bornea (Linnaeus, 1758)
- E. b. cyanonotha (Vieillot, 1818)

## Descripción

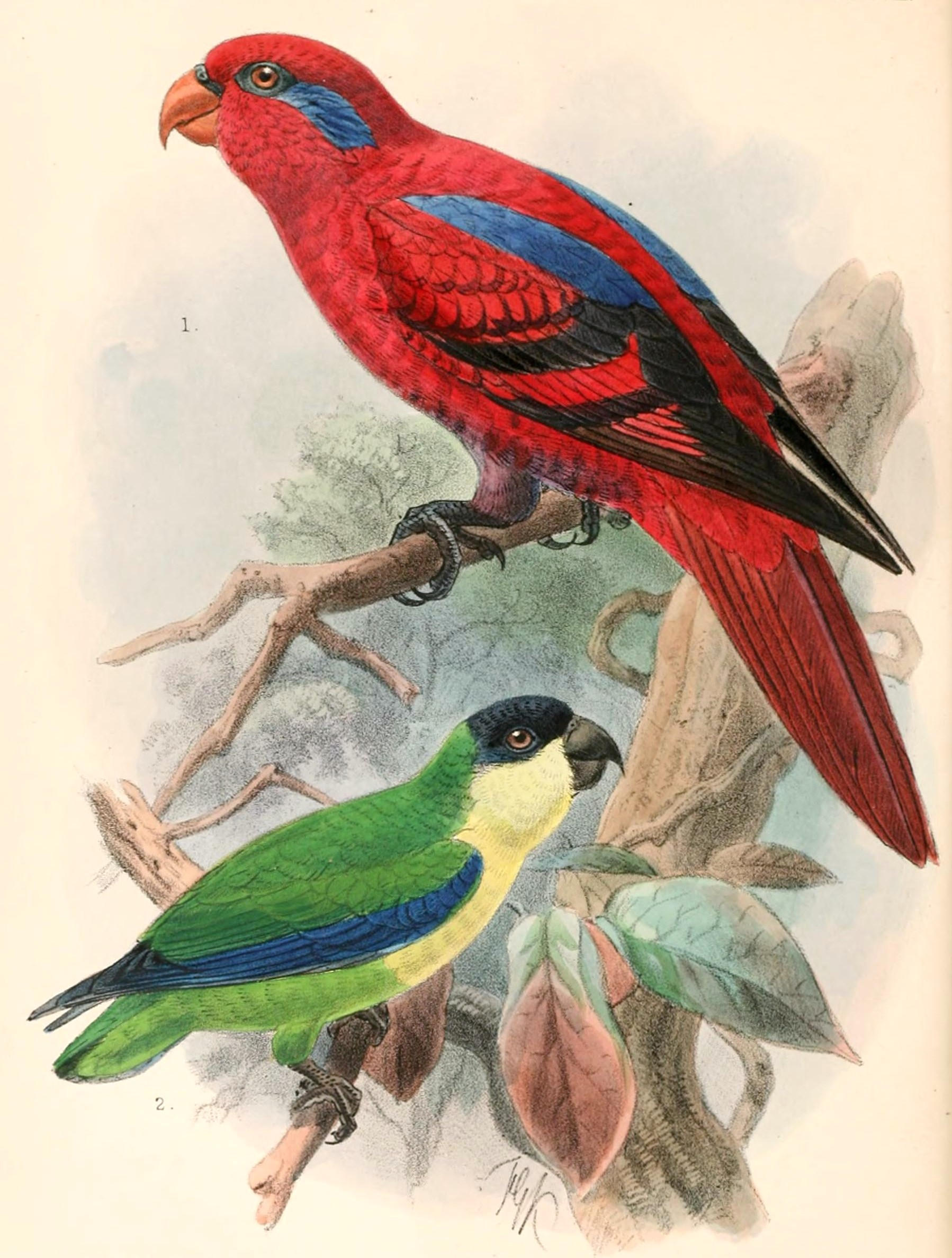
Ilustración de Eos bornea.

El lori rojo mide unos 31 cm de longitud y pesa de 30 a 300 gramos. Es principalmente rojo y el plumaje de su parte superior es completamente rojos. Tiene marcas rojas, azules y negras en el lomo y las alas, y su cola es granate con partes azules. Su pico es naranja y las piernas, grises. Los iris son rojos. No tiene piel desnuda en la base de la mandíbula inferior. Hembras y machos tienen una apariencia externa idéntica. Los juveniles tienen un color más apagado y tienen iris y pico marrones. Sus picos son marrones y menos fuertes que los de otros tipos de loro y tienen las mollejas finas y débiles. Una característica de los loris es su lengua en forma de cepillo con papilas en la punta para ayudarle a alimentarse de polen y néctar.